# فيل ماكنزي
فيل ماكنزي هو لاعب اتحاد الرغبي كندي، ولد في 25 فبراير 1987 في أوكفيل في كندا.

## وصلات خارجية
- فيل ماكنزي على موقع دوري الرغبي الممتاز (الإنجليزية)
- فيل ماكنزي عل موقع إسبنسكروم (الإنجليزية)
- فيل ماكنزي على موقع ItsRugby.co.uk (الإنجليزية)